# Johannes Vogel (Geistlicher)

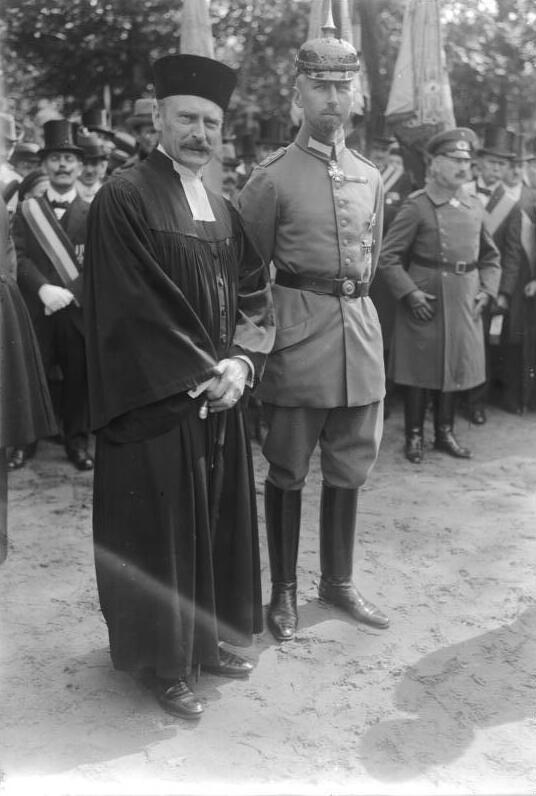
Hofprediger Johannes Vogel und Oskar Prinz von Preußen (1923)

Johannes Gustav Martin Vogel (* 30. November 1873 in Sandow, Pommern; † 19. Februar 1933 in Potsdam) war ein deutscher evangelischer Geistlicher.

## Leben und Wirken
Vogel entstammte einer Pfarrersfamilie. Er studierte Evangelische Theologie an der Friedrich-Wilhelms-Universität Berlin und gehörte seit 1894 der Berliner Burschenschaft Allemannia an. 1901 wurde er Rektor in Woldenberg in der Neumark und 1903 Militärhilfspfarrer in Frankfurt an der Oder. 1904 kam er als Divisionspfarrer nach Flensburg und war dann Pfarrer am Kadettenhaus und am Prinzenhaus in der Kadettenanstalt Plön. 1910 wurde er Büropfarrer der evangelischen Feldpröpste in Berlin.
1912 wurde Vogel Garnisonpfarrer der Garnisonkirche in Potsdam. Zur selben Zeit bekam er den Titel eines Hofpredigers verliehen.
Den Ersten Weltkrieg machte Vogel zunächst als Felddivisionspfarrer der Garde-Kavallerie-Division mit. Über seine Erlebnisse während dieser Zeit veröffentlichte er 1918 das Buch Bis Pinsk mit der Garde-Kavallerie. Später kam Vogel als Geistlicher in das Große Hauptquartier.
Kurz nach dem Ende des Krieges wurde Vogel an die Friedenskirche in Potsdam berufen, an der er bis zu seinem Tod als Pfarrer wirkte. Weltanschaulich blieb er auch nach der Gründung der Weimarer Republik dem Haus Hohenzollern eng verbunden und streng monarchistisch gesinnt: So besuchte er Wilhelm II. mehrfach in seinem Exil in Doorn und vollzog dessen Trauung mit der Prinzessin Hermine. Außerdem hielt er die Festpredigt zum siebzigsten Geburtstag des Ex-Kaisers. Politisch galt er ferner als „militaristisch, antisemitisch, antibolschewistisch“.
Vogel starb im Februar 1933 an einem Herzschlag, nachdem er einen Kindergottesdienst wegen eines Schwächeanfalls hatte abbrechen müssen.

## Schriften
- 3000 Kilometer mit der Garde-Kavallerie, 1916.
- Bis Pinsk mit der Garde-Kavallerie, 1918.
- Ansprache zur Vermählung seiner Majestät des Kaisers und Königs Wilhelm II. und Ihrer hochfürstlichen Durchlaucht der Frau Prinzessin Hermine von Schönaich-Carolath Prinzessin Reuss ältere Linie. Haus Doorn, den 4. November 1922, 1922.
- Kraft und Sehnsucht. Predigten, 1931.